# Agraphini

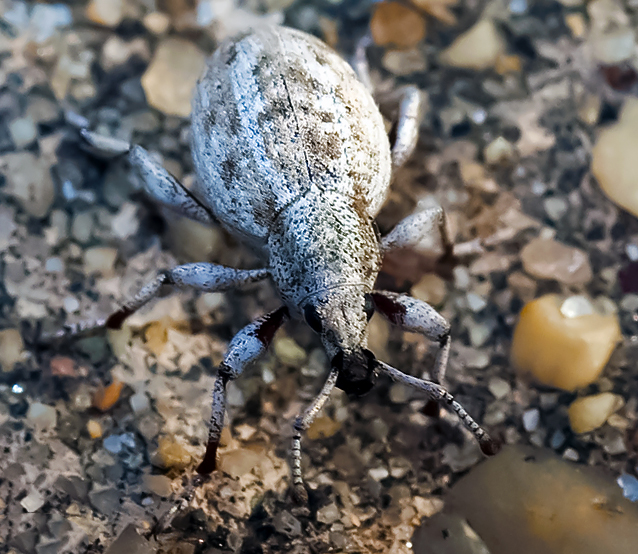

Agraphini es una tribu de insectos coleópteros curculiónidos pertenecientes a la subfamilia Entiminae. El género tipo es: Agraphus Say, 1831

## Géneros
- Agraphus Say, 1831
- Paragraphus Blatchley, 1916